# Bédarieux

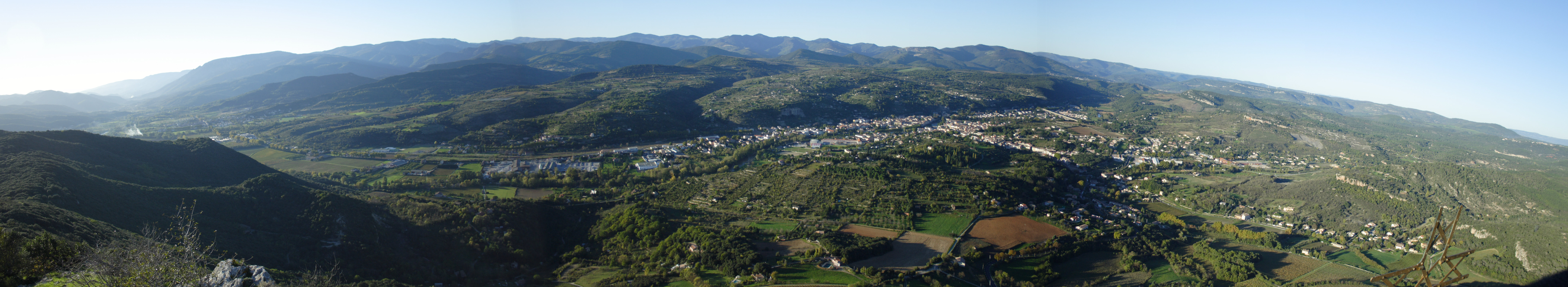
Vista sur de Bédarieux desde el pico del Tantajo (518m)

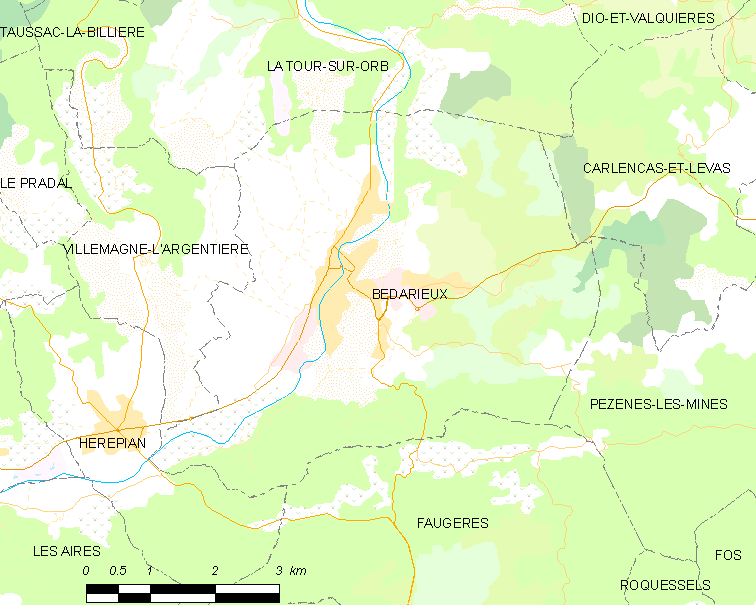
Mapa

Bédarieux (en occitano: Bedarius) es una comuna del departamento de Hérault, en la región de Occitania, Francia. Cuenta con una población de 6.108 habitantes que reciben el nombre de Bédariciens.

## Geografía
En línea recta, Bédarieux está situada a 56 km al oeste de Montpellier y 30 km al norte de Béziers. La comuna está ubicada en el valle del Orb, río que fluye de norte a sur en Bédarieux y río abajo hacia el este y oeste.

## Administración
| Período | Identidad        | Partido            | Autoridad |  |
| ------- | ---------------- | ------------------ | --------- |  |
| 2014-   | Antoine Martinez | Partido Socialista | Alcalde   |  |

## Demografía
| 7263 | 7135 | 6425 | 6207 | 5997 | 5962 | 6108 |
| Para los censos de 1962 a 1999 la población legal corresponde a la población sin duplicidades (Fuente: INSEE [Consultar]) |      |      |      |      |      |      |

## Historia
La catedral de Saint Nazaire de Lodéran fue mencionada en 1153. En el siglo XVII, Bédarieux tuvo importantes fábricas de ropa.
A partir de los años 1990, Bédarieux sufrió una modernización. En una manzana insalubre entre la avenida Maison de ville y la avenida de la derecha se creó la plaza Pablo Neruda. Un pasaje situado entre la avenida de la República y la reciente plaza mercantil A. Thomas. Algunos edificios antiguos ubicados en las avenidas Saint-Alexandre y Saint porch fueron arrasados. Una pintura de engañifa, realizada por el pintor déco de Mad'Art A.O. Costa, puede ser vista en la avenida Saint-Alexandre. El castillo de Bédarieux se encuentra en obras de reconstrucción.

## Monumentos

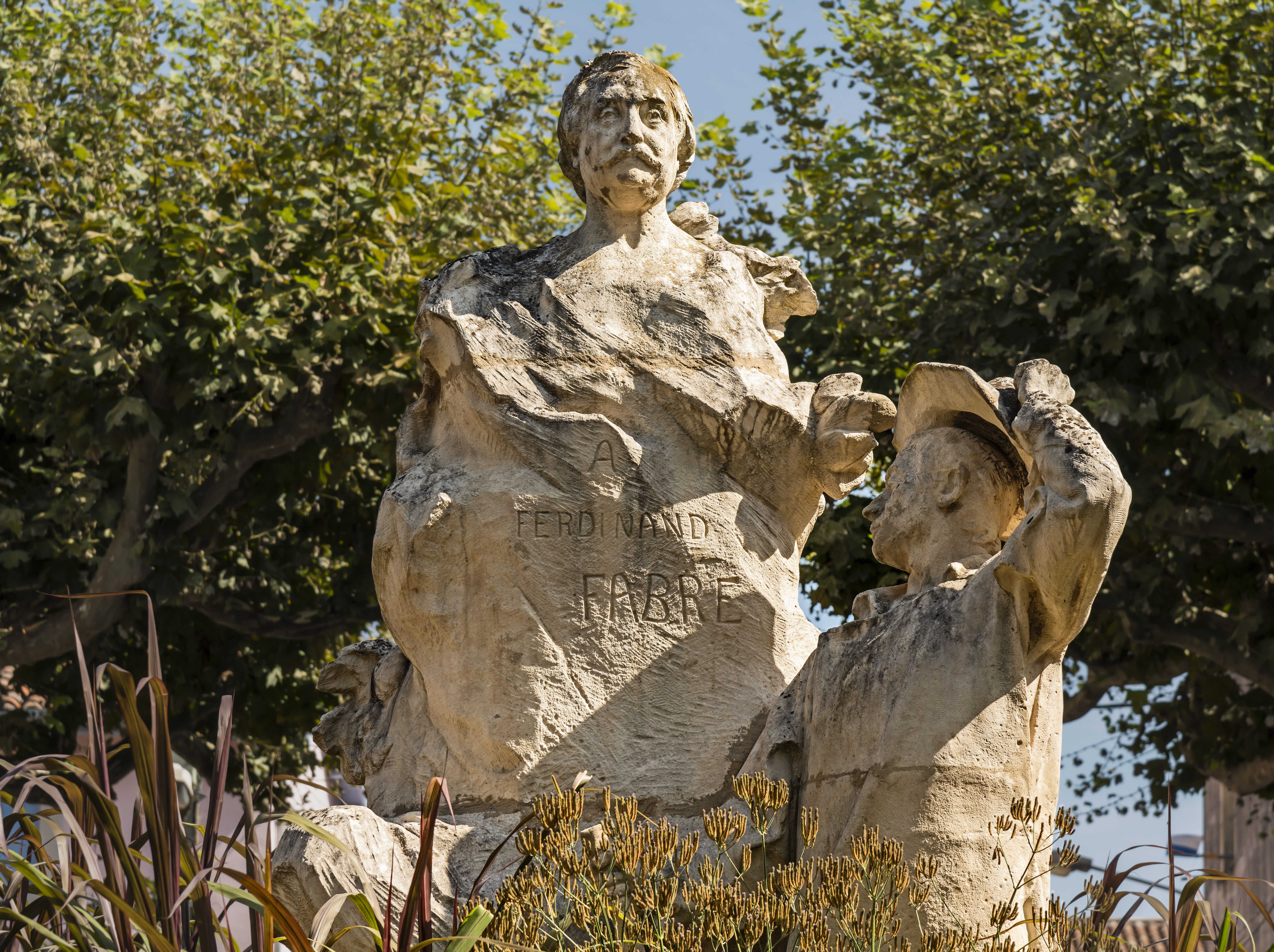
Estatua de Ferdinand Fabre en Bédarieux. Obra de Enlace roto|1=Jacques Villeneuve.

[[Archivo:Bedarieux Monument de Ferdinand Fabre par Jacques Villeneuve.jpg|thumb|200px|Estatua de Ferdinand Fabre en Bédarieux. Obra de Jacques Villeneuve.]]

## Hermanamientos
Bédarieux está hermanada con
- Leutkirch im Allgäu (Alemania)
- Estepa (Sevilla) España